# 叉尾鲷
叉尾鲷（学名：Aphareus furcatus），又稱橄色細齒笛鯛，为輻鰭魚綱鱸形目鱸亞目笛鲷科叉尾鲷属的鱼类。分布于印度洋塞舌尔群岛至太平洋夏威夷群岛及塔希提岛、北至日本、台湾岛以及南海诸岛海域等。棲息深度1-122公尺，本魚下頜突出，上頜延伸到下面中間的眼睛，胸鰭長達到肛門左右，背部和上側棕紫色，藍灰色的側面，魚鰭白色至黃棕色，背鰭硬棘10枚;背鰭軟條10-11枚;臀鰭硬棘3枚;臀鰭軟條8枚，體長可達70公分。主要生活在近海的珊瑚礁、岩礁區及潟湖，單獨或成小群活動，屬肉食性，以其他魚類、甲殼類等為食，可作為食用魚及遊釣魚，该物种的模式产地在毛里求斯。

## 扩展阅读
維基物種上的相關：叉尾鲷